# Andy Katzenmoyer
Andrew Warren Katzenmoyer (Kettering, 2 dicembre 1977) è un ex giocatore di football americano statunitense che ha militato nel ruolo di linebacker nella National Football League.

## Carriera
Al college Bryant giocò a football a Ohio State, venendo premiato come All-American. Fu scelto come ventottesimo assoluto nel Draft NFL 1999 dai New England Patriots. Nella sua prima stagione disputò tutte le 16 partite, di cui 11 come titolare, mettendo a segno 79 tackle, un intercetto e 3,5 sack, venendo inserito nella formazione ideale dei rookie dalla Pro Football Writers of America. Tuttavia subì anche un infortunio al collo che lo costrinse a un'operazione chirurgica e a perdere metà della stagione 2000. Non ristabilitosi completamente, abbandonò il training camp 2001 e perse l'intera annata. Fu svincolato prima dell'inizio della stagione 2002 e si ritirò.

## Palmarès

### Franchigia
- Super Bowl : 1

New England Patriots: XXXVI
- American Football Conference Championship: 1

New England Patriots: 2001

### Individuale
- PFWA All-Rookie Team - 1999